# Tour de Lombardie 1976
La 70e édition du Tour de Lombardie s'est déroulée le 9 octobre 1976. La course a été remportée par le coureur belge Roger De Vlaeminck qui signe une seconde victoire dans cette classique. Le parcours s'est déroulé entre Milan et Côme sur une distance de 253 kilomètres.

## Présentation

### Favoris
L'Italien Francesco Moser, vainqueur de l'édition précédente, le Français Bernard Thévenet et le Belge
Roger De Vlaeminck sont cités comme les principaux favoris de cette course.

## Déroulement de la course
La course se joue dans les 50 derniers kilomètres. Le Français Bernard Thévenet et l'Italien Wladimiro Panizza multiplient les attaques finissant par former un groupe de cinq hommes comprenant aussi Roger De Vlaeminck ainsi que les équipiers Joop Zoetemelk et Raymond Poulidor qui, à 40 ans, dispute l'une des dernières courses de sa longue carrière. À Côme, De Vlaeminck s'impose au sprint devant Thévenet. Sur les 136 coureurs partants, 32 terminent la course.

## Classement final
| Pos. | Coureur            | Équipe    | Temps           |
| ---- | ------------------ | --------- | --------------- |
| 1    | Roger De Vlaeminck | Brooklyn  | 6 h 26 min 00 s |
| 2    | Bernard Thévenet   | Peugeot   | m.t.            |
| 3    | Wladimiro Panizza  | Scic      | m.t.            |
| 4    | Joop Zoetemelk     | Gan       | m.t.            |
| 5    | Raymond Poulidor   | Gan       | m.t.            |
| 6    | Francesco Moser    | Sanson    | à 1 min 12 s    |
| 7    | Frans Verbeeck     | Ijsboerke | m.t.            |
| 8    | Franco Bitossi     | Zonca     | m.t.            |
| 9    | Costantino Conti   | Magniflex | m.t.            |
| 10   | Walter Riccomi     | Scic      | m.t.            |